# Astagobius
Genre
Astagobius est un genre de coléoptères de la famille des Leiodidae.

## Liste d'espèces
Selon Fauna Europaea :
- Astagobius angustatus
- Astagobius hadzii